# 10355 Kojiroharada
10355 Kojiroharada è un asteroide della fascia principale. Scoperto nel 1993, presenta un'orbita caratterizzata da un semiasse maggiore pari a 2,2849275 UA e da un'eccentricità di 0,0468137, inclinata di 7,18316° rispetto all'eclittica.
L'asteroide è dedicato a Kojiro Harada, ingegnere meccanico e astronomo amatoriale giapponese.